# 로런스 홀스티드
로런스 홀스티드(영어: Laurence Halsted, 1984년 5월 22일 ~ )는 영국의 펜싱 선수로 주 종목은 플뢰레이다. 2012년 하계 올림픽에서, 그는 남자 플뢰레 단체전의 교체 요원으로 출전하였고, 팀은 이집트에 승리하였으나, 이탈리아에 패하였다.